# FL Возничего
FL Возничего (лат. FL Aurigae) — одиночная переменная звезда в созвездии Возничего на расстоянии (вычисленном из значения параллакса) приблизительно 12477 световых лет (около 3826 парсеков) от Солнца. Видимая звёздная величина звезды — от +15,1m до +13,1m.

## Характеристики
FL Возничего — красная пульсирующая медленная неправильная переменная звезда (LB) спектрального класса M3. Эффективная температура — около 3304 К.